# Зарічне (Кабардино-Балкарія)
Зарічне (рос. Заречное) — село у Прохладненському районі Кабардино-Балкарії Російської Федерації.
Орган місцевого самоврядування — сільське поселення Зарічне. Населення становить 962 особи.

## Історія
Згідно із законом від 27 лютого 2005 року органом місцевого самоврядування є сільське поселення Зарічне.

## Населення
| 1970 | 1989  | 2002 | 2010 |
| ---- | ----- | ---- | ---- |
| 368  | ↗1053 | ↘998 | ↘962 |